# Cat Island, Bahamas
Cat Island är en ö i Bahamas och ett distrikt i Bahamas.   Den ligger i den östra delen av landet, 210 km öster om huvudstaden Nassau. Arean är 353 kvadratkilometer.
Terrängen på Cat Island är mycket platt. Öns högsta punkt är 64 meter över havet. Den sträcker sig 64,7 kilometer i nord-sydlig riktning, och 47,5 kilometer i öst-västlig riktning. Arthur's Town är centralort.
I omgivningarna runt Cat Island växer i huvudsak städsegrön lövskog. Runt Cat Island är det mycket glesbefolkat, med 4 invånare per kvadratkilometer.